# Метасеквоя
Метасеквоята (Metasequoia glyptostroboides) е бързо растящо, застрашено листопадно иглолистно дърво. Това е единственият жив вид от рода Metasequoia, един от трите рода в подсемейство Sequoioideae от семейство Кипарисови (Cupressaceae). Растението е застрашено от изчезване и в наши дни се среща само по влажни склонове и планински долини на реки и потоци в граничния район на провинциите Хубей и Хунан и провинция Чунцин в южната част на централен Китай, особено в окръг Личуан в Хубей. Въпреки че е най-ниската от секвоите, тя може да нарасне до 37 м височина.

## Галерия
- Листа
- Мъжки цвят с полен
- Млади листа
- Неузрели зелени шишарки
- Зрели шишарки, носещи семена
- Възрастно дърво